# Deminche
Deminche est un hameau belge de l’Entre-Sambre-et-Meuse faisant partie de la commune de Floreffe, dans la province de Namur en Région wallonne.
Avant la fusion des communes de 1977, Deminche faisait partie de la commune de Franière.

## Géographie

### Situation
Deminche étire ses habitations le long de trois rues : la rue de Deminche, la rue de la Barrière et la rue du Calvaire. Le hameau se situe sur un plateau au nord du versant de la vallée de la Sambre. La route nationale 90 passe au sud du hameau. Deminche se situe au sud-ouest du village de Franière et à l'ouest du hameau de Trémouroux.

## Patrimoine
La chapelle Notre-Dame de Beauraing est un édifice de style contemporain en brique et grès béni en 1974 par Monseigneur André-Marie Charue, évêque de Namur.
A la rue de Fosses, se trouve une imposante ferme en carré du XVIIIe siècle élevée en brique blanchie dont la grange en long date de 1731. Le porche placé en biais avec arc en plein cintre donne sur une grande cour intérieure.